# Wereldkampioenschappen beachvolleybal 2023 (mannen)
Het mannentoernooi van de wereldkampioenschappen beachvolleybal 2023 in Tlaxcala vond plaats van 6 tot en met 15 oktober. De Tsjechen Ondřej Perušič en David Schweiner wonnen de wereldtitel ten koste van de Zweden David Åhman en Jonatan Hellvig. Het Poolse duo Bartosz Łosiak en Michał Bryl behaalde de bronzen medaille door het Amerikaanse tweetal Trevor Crabb en Theodore Brunner in de troostfinale te verslaan.

## Groepsfase
|  | Direct naar laatste 32 |
|  | Naar tussenronde       |

### Groep A
| # | Ploeg               | Punten | Wedstrijden | Wedstrijden | Sets | Sets | Sets  | Spelpunten | Spelpunten | Spelpunten |
| # | Ploeg               | Punten | W           | V           | W    | V    | Ratio | W          | V          | Ratio      |
| - | ------------------- | ------ | ----------- | ----------- | ---- | ---- | ----- | ---------- | ---------- | ---------- |
| 1 | Mol / Sørum         | 6      | 3           | 0           | 6    | 1    | 6,000 | 139        | 93         | 1,495      |
| 2 | Lupo / Rossi        | 5      | 2           | 1           | 5    | 3    | 1,667 | 134        | 138        | 0,971      |
| 3 | Boermans / De Groot | 4      | 1           | 2           | 3    | 4    | 0,750 | 123        | 108        | 1,139      |
| 4 | Monjane / Martinho  | 3      | 0           | 3           | 0    | 6    | 0,000 | 69         | 126        | 0,548      |

| Datum     |                     | Score |                     | Set 1   | Set 2   | Set 3   |
| --------- | ------------------- | ----- | ------------------- | ------- | ------- | ------- |
| 6 oktober | Mol / Sørum         | 2 – 0 | Monjane / Martinho  | 21 – 13 | 21 – 9  |         |
| 6 oktober | Boermans / De Groot | 1 – 2 | Lupo / Rossi        | 21 – 10 | 21 – 23 | 12 – 15 |
| 7 oktober | Mol / Sørum         | 2 – 1 | Lupo / Rossi        | 19 – 21 | 21 – 13 | 15 – 10 |
| 7 oktober | Boermans / De Groot | 2 – 0 | Monjane / Martinho  | 21 – 8  | 21 – 10 |         |
| 8 oktober | Mol / Sørum         | 2 – 0 | Boermans / De Groot | 21 – 14 | 21 – 13 |         |
| 8 oktober | Lupo / Rossi        | 2 – 0 | Monjane / Martinho  | 21 – 15 | 21 – 13 |         |

### Groep B
| # | Ploeg             | Punten | Wedstrijden | Wedstrijden | Sets | Sets | Sets  | Spelpunten | Spelpunten | Spelpunten |
| # | Ploeg             | Punten | W           | V           | W    | V    | Ratio | W          | V          | Ratio      |
| - | ----------------- | ------ | ----------- | ----------- | ---- | ---- | ----- | ---------- | ---------- | ---------- |
| 1 | Åhman / Hellvig   | 6      | 3           | 0           | 6    | 0    | MAX   | 129        | 87         | 1,483      |
| 2 | Hodges / Schubert | 5      | 2           | 1           | 4    | 2    | 2,000 | 117        | 111        | 1,054      |
| 3 | Pedrosa / Campos  | 4      | 1           | 2           | 2    | 4    | 0,500 | 113        | 125        | 0,984      |
| 4 | Leòn / Marcos     | 3      | 0           | 3           | 0    | 6    | 0,000 | 99         | 135        | 0,733      |

| Datum     |                   | Score |                   | Set 1   | Set 2   | Set 3 |
| --------- | ----------------- | ----- | ----------------- | ------- | ------- | ----- |
| 6 oktober | Åhman / Hellvig   | 2 – 0 | Leòn / Marcos     | 21 – 16 | 21 – 12 |       |
| 6 oktober | Hodges / Schubert | 2 – 0 | Pedrosa / Campos  | 21 – 18 | 21 – 18 |       |
| 8 oktober | Åhman / Hellvig   | 2 – 0 | Pedrosa / Campos  | 21 – 12 | 21 – 14 |       |
| 8 oktober | Hodges / Schubert | 2 – 0 | Leòn / Marcos     | 21 – 19 | 21 – 11 |       |
| 9 oktober | Åhman / Hellvig   | 2 – 0 | Hodges / Schubert | 21 – 11 | 24 – 22 |       |
| 9 oktober | Pedrosa / Campos  | 2 – 0 | Leòn / Marcos     | 30 – 28 | 21 – 13 |       |

### Groep C
| # | Ploeg               | Punten | Wedstrijden | Wedstrijden | Sets | Sets | Sets  | Spelpunten | Spelpunten | Spelpunten |
| # | Ploeg               | Punten | W           | V           | W    | V    | Ratio | W          | V          | Ratio      |
| - | ------------------- | ------ | ----------- | ----------- | ---- | ---- | ----- | ---------- | ---------- | ---------- |
| 1 | Partain / Benesh    | 6      | 3           | 0           | 6    | 1    | 6,000 | 138        | 107        | 1,290      |
| 2 | Mol / Berntsen      | 5      | 2           | 1           | 4    | 3    | 1,333 | 131        | 130        | 1,008      |
| 3 | Peter / Hernán      | 4      | 1           | 2           | 2    | 5    | 0,400 | 116        | 138        | 0,841      |
| 4 | Krou / Gauthier-Rat | 3      | 0           | 3           | 3    | 6    | 0,500 | 148        | 158        | 0,937      |

| Datum     |                     | Score |                     | Set 1   | Set 2   | Set 3   |
| --------- | ------------------- | ----- | ------------------- | ------- | ------- | ------- |
| 6 oktober | Krou / Gauthier-Rat | 1 – 2 | Mol / Berntsen      | 21 – 14 | 17 – 21 | 11 – 15 |
| 6 oktober | Partain / Benesh    | 2 – 0 | Peter / Hernán      | 21 – 9  | 21 – 14 |         |
| 7 oktober | Krou / Gauthier-Rat | 1 – 2 | Peter / Hernán      | 20 – 22 | 21 – 19 | 12 – 15 |
| 7 oktober | Partain / Benesh    | 2 – 0 | Mol / Berntsen      | 23 – 21 | 21 – 17 |         |
| 8 oktober | Partain / Benesh    | 2 – 1 | Krou / Gauthier-Rat | 16 – 21 | 21 – 15 | 15 – 10 |
| 8 oktober | Mol / Berntsen      | 2 – 0 | Peter / Hernán      | 22 – 20 | 21 – 17 |         |

### Groep D
| # | Ploeg            | Punten | Wedstrijden | Wedstrijden | Sets | Sets | Sets  | Spelpunten | Spelpunten | Spelpunten |
| # | Ploeg            | Punten | W           | V           | W    | V    | Ratio | W          | V          | Ratio      |
| - | ---------------- | ------ | ----------- | ----------- | ---- | ---- | ----- | ---------- | ---------- | ---------- |
| 1 | Crabb / Brunner  | 5      | 2           | 1           | 5    | 3    | 1,667 | 145        | 143        | 1,014      |
| 2 | Popov / Reznik   | 5      | 2           | 1           | 4    | 4    | 1,000 | 138        | 138        | 1,000      |
| 3 | Evans / Budinger | 4      | 1           | 2           | 2    | 4    | 0,500 | 117        | 113        | 1,035      |
| 4 | George / André   | 4      | 1           | 2           | 4    | 4    | 1,000 | 145        | 151        | 0,960      |

| Datum     |                 | Score |                  | Set 1   | Set 2   | Set 3   |
| --------- | --------------- | ----- | ---------------- | ------- | ------- | ------- |
| 6 oktober | George / André  | 2 – 0 | Evans / Budinger | 21 – 17 | 24 – 22 |         |
| 6 oktober | Crabb / Brunner | 1 – 2 | Popov / Reznik   | 20 – 22 | 21 – 18 | 7 – 15  |
| 7 oktober | George / André  | 1 – 2 | Popov / Reznik   | 21 – 19 | 12 – 21 | 15 – 17 |
| 7 oktober | Crabb / Brunner | 2 – 0 | Evans / Budinger | 21 – 18 | 21 – 18 |         |
| 8 oktober | George / André  | 1 – 2 | Crabb / Brunner  | 21 – 19 | 19 – 21 | 12 – 15 |
| 8 oktober | Popov / Reznik  | 0 – 2 | Evans / Budinger | 15 – 21 | 11 – 21 |         |

### Groep E
| # | Ploeg                 | Punten | Wedstrijden | Wedstrijden | Sets | Sets | Sets  | Spelpunten | Spelpunten | Spelpunten |
| # | Ploeg                 | Punten | W           | V           | W    | V    | Ratio | W          | V          | Ratio      |
| - | --------------------- | ------ | ----------- | ----------- | ---- | ---- | ----- | ---------- | ---------- | ---------- |
| 1 | Seidl / Pristauz      | 6      | 3           | 0           | 6    | 1    | 6,000 | 141        | 116        | 1,216      |
| 2 | Ranghieri / Carambula | 5      | 2           | 1           | 5    | 3    | 1,667 | 150        | 127        | 1,181      |
| 3 | Hörl / Horst          | 4      | 1           | 2           | 3    | 4    | 0,750 | 132        | 122        | 1,082      |
| 4 | Mora / López          | 3      | 0           | 3           | 0    | 6    | 0,000 | 68         | 126        | 0,540      |

| Datum     |                       | Score |                  | Set 1   | Set 2   | Set 3   |
| --------- | --------------------- | ----- | ---------------- | ------- | ------- | ------- |
| 6 oktober | Ranghieri / Carambula | 2 – 0 | Mora / López     | 21 – 11 | 21 – 11 |         |
| 6 oktober | Hörl / Horst          | 0 – 2 | Seidl / Pristauz | 21 – 23 | 19 – 21 |         |
| 7 oktober | Ranghieri / Carambula | 1 – 2 | Seidl / Pristauz | 21 – 19 | 17 – 21 | 12 – 15 |
| 7 oktober | Hörl / Horst          | 2 – 0 | Mora / López     | 21 – 9  | 21 – 11 |         |
| 8 oktober | Ranghieri / Carambula | 2 – 1 | Hörl / Horst     | 22 – 24 | 21 – 16 | 15 – 10 |
| 8 oktober | Seidl / Pristauz      | 2 – 0 | Mora / López     | 21 – 15 | 21 – 11 |         |

### Groep F
| # | Ploeg              | Punten | Wedstrijden | Wedstrijden | Sets | Sets | Sets  | Spelpunten | Spelpunten | Spelpunten |
| # | Ploeg              | Punten | W           | V           | W    | V    | Ratio | W          | V          | Ratio      |
| - | ------------------ | ------ | ----------- | ----------- | ---- | ---- | ----- | ---------- | ---------- | ---------- |
| 1 | Ehlers / Wickler   | 6      | 3           | 0           | 6    | 0    | MAX   | 127        | 82         | 1,549      |
| 2 | Aravena / Droguett | 5      | 2           | 1           | 4    | 2    | 2,000 | 116        | 124        | 0,935      |
| 3 | Kantor / Zdybek    | 4      | 1           | 2           | 2    | 4    | 0,500 | 111        | 131        | 0,847      |
| 4 | Schalk / Bourne    | 3      | 0           | 3           | 0    | 6    | 0,000 | 113        | 130        | 0,869      |

| Datum     |                  | Score |                    | Set 1   | Set 2   | Set 3 |
| --------- | ---------------- | ----- | ------------------ | ------- | ------- | ----- |
| 7 oktober | Ehlers / Wickler | 2 – 0 | Aravena / Droguett | 21 – 7  | 21 – 13 |       |
| 7 oktober | Schalk / Bourne  | 0 – 2 | Kantor / Zdybek    | 19 – 21 | 19 – 21 |       |
| 8 oktober | Ehlers / Wickler | 2 – 0 | Kantor / Zdybek    | 21 – 12 | 21 – 14 |       |
| 8 oktober | Schalk / Bourne  | 2 – 0 | Aravena / Droguett | 17 – 21 | 22 – 24 |       |
| 9 oktober | Ehlers / Wickler | 2 – 0 | Schalk / Bourne    | 22 – 20 | 21 – 16 |       |
| 9 oktober | Kantor / Zdybek  | 0 – 2 | Aravena / Droguett | 28 – 30 | 15 – 21 |       |

### Groep G
| # | Ploeg           | Punten | Wedstrijden | Wedstrijden | Sets | Sets | Sets  | Spelpunten | Spelpunten | Spelpunten |
| # | Ploeg           | Punten | W           | V           | W    | V    | Ratio | W          | V          | Ratio      |
| - | --------------- | ------ | ----------- | ----------- | ---- | ---- | ----- | ---------- | ---------- | ---------- |
| 1 | Cherif / Ahmed  | 6      | 3           | 0           | 6    | 1    | 6,000 | 137        | 90         | 1,522      |
| 2 | Ha / Wu         | 5      | 2           | 1           | 4    | 2    | 2,000 | 116        | 104        | 1,115      |
| 3 | Pedro / Guto    | 4      | 1           | 2           | 3    | 4    | 0,750 | 123        | 117        | 1,051      |
| 4 | Blanco / Garcia | 3      | 0           | 3           | 0    | 6    | 0,000 | 61         | 126        | 0,484      |

| Datum     |                | Score |                 | Set 1   | Set 2   | Set 3  |
| --------- | -------------- | ----- | --------------- | ------- | ------- | ------ |
| 7 oktober | Pedro / Guto   | 0 – 2 | Ha / Wu         | 18 – 21 | 16 – 21 |        |
| 7 oktober | Cherif / Ahmed | 2 – 0 | Blanco / Garcia | 21 – 7  | 21 – 4  |        |
| 8 oktober | Pedro / Guto   | 2 – 0 | Blanco / Garcia | 21 – 12 | 21 – 10 |        |
| 8 oktober | Cherif / Ahmed | 2 – 0 | Ha / Wu         | 21 – 18 | 21 – 14 |        |
| 9 oktober | Cherif / Ahmed | 2 – 1 | Pedro / Guto    | 21 – 18 | 17 – 21 | 15 – 8 |
| 9 oktober | Ha / Wu        | 2 – 0 | Blanco / Garcia | 21 – 14 | 21 – 14 |        |

### Groep H
| # | Ploeg               | Punten | Wedstrijden | Wedstrijden | Sets | Sets | Sets  | Spelpunten | Spelpunten | Spelpunten |
| # | Ploeg               | Punten | W           | V           | W    | V    | Ratio | W          | V          | Ratio      |
| - | ------------------- | ------ | ----------- | ----------- | ---- | ---- | ----- | ---------- | ---------- | ---------- |
| 1 | Herrera / Gavira    | 6      | 3           | 0           | 6    | 0    | MAX   | 127        | 91         | 1,396      |
| 2 | Cottafava / Nicolai | 5      | 2           | 1           | 4    | 2    | 2,000 | 117        | 98         | 1,194      |
| 3 | McHugh / Burnett    | 4      | 1           | 2           | 2    | 4    | 0,500 | 113        | 123        | 0,919      |
| 4 | Barajas / Cruz      | 3      | 0           | 3           | 0    | 6    | 0,000 | 83         | 128        | 0,648      |

| Datum     |                     | Score |                  | Set 1   | Set 2   | Set 3 |
| --------- | ------------------- | ----- | ---------------- | ------- | ------- | ----- |
| 6 oktober | Cottafava / Nicolai | 2 – 0 | Barajas / Cruz   | 21 – 9  | 21 – 11 |       |
| 6 oktober | Herrera / Gavira    | 2 – 0 | McHugh / Burnett | 22 – 20 | 21 – 13 |       |
| 8 oktober | Cottafava / Nicolai | 2 – 0 | McHugh / Burnett | 21 – 18 | 21 – 18 |       |
| 8 oktober | Herrera / Gavira    | 2 – 0 | Barajas / Cruz   | 21 – 13 | 21 – 12 |       |
| 9 oktober | Cottafava / Nicolai | 0 – 2 | Herrera / Gavira | 15 – 21 | 18 – 21 |       |
| 9 oktober | McHugh / Burnett    | 2 – 0 | Barajas / Cruz   | 21 – 17 | 23 – 21 |       |

### Groep I
| # | Ploeg               | Punten | Wedstrijden | Wedstrijden | Sets | Sets | Sets  | Spelpunten | Spelpunten | Spelpunten |
| # | Ploeg               | Punten | W           | V           | W    | V    | Ratio | W          | V          | Ratio      |
| - | ------------------- | ------ | ----------- | ----------- | ---- | ---- | ----- | ---------- | ---------- | ---------- |
| 1 | Alayo / Díaz        | 5      | 2           | 1           | 5    | 3    | 1,667 | 146        | 132        | 1,106      |
| 2 | Evandro / Arthur    | 5      | 2           | 1           | 4    | 3    | 1,333 | 133        | 128        | 1,039      |
| 3 | Perušič / Schweiner | 4      | 1           | 2           | 3    | 4    | 0,750 | 122        | 112        | 1,089      |
| 4 | Galindo / Aguirre   | 4      | 1           | 2           | 2    | 4    | 0,500 | 90         | 119        | 0,756      |

| Datum     |                     | Score |                     | Set 1   | Set 2   | Set 3   |
| --------- | ------------------- | ----- | ------------------- | ------- | ------- | ------- |
| 6 oktober | Evandro / Arthur    | 0 – 2 | Galindo / Aguirre   | 17 – 21 | 18 – 21 |         |
| 6 oktober | Perušič / Schweiner | 1 – 2 | Alayo / Díaz        | 17 – 21 | 21 – 15 | 9 – 15  |
| 8 oktober | Evandro / Arthur    | 2 – 1 | Alayo / Díaz        | 22 – 20 | 19 – 21 | 15 – 12 |
| 8 oktober | Perušič / Schweiner | 2 – 0 | Galindo / Aguirre   | 21 – 11 | 21 – 8  |         |
| 9 oktober | Evandro / Arthur    | 2 – 0 | Perušič / Schweiner | 21 – 16 | 21 – 17 |         |
| 9 oktober | Alayo / Díaz        | 2 – 0 | Galindo / Aguirre   | 21 – 18 | 21 – 11 |         |

### Groep J
| # | Ploeg                  | Punten | Wedstrijden | Wedstrijden | Sets | Sets | Sets  | Spelpunten | Spelpunten | Spelpunten |
| # | Ploeg                  | Punten | W           | V           | W    | V    | Ratio | W          | V          | Ratio      |
| - | ---------------------- | ------ | ----------- | ----------- | ---- | ---- | ----- | ---------- | ---------- | ---------- |
| 1 | Immers / Van de Velde  | 6      | 3           | 0           | 6    | 1    | 6,000 | 144        | 120        | 1,200      |
| 2 | Brouwer / Meeuwsen     | 5      | 2           | 1           | 5    | 2    | 2,500 | 146        | 127        | 1,150      |
| 3 | Nicolaidis / Carracher | 4      | 1           | 2           | 2    | 4    | 0,500 | 108        | 113        | 0,956      |
| 4 | Pithak / Poravid       | 3      | 0           | 3           | 0    | 6    | 0,000 | 89         | 127        | 0,701      |

| Datum     |                        | Score |                        | Set 1   | Set 2   | Set 3   |
| --------- | ---------------------- | ----- | ---------------------- | ------- | ------- | ------- |
| 7 oktober | Brouwer / Meeuwsen     | 2 – 0 | Pithak / Poravid       | 21 – 14 | 21 – 15 |         |
| 7 oktober | Immers / Van de Velde  | 2 – 0 | Nicolaidis / Carracher | 21 – 12 | 21 – 15 |         |
| 8 oktober | Brouwer / Meeuwsen     | 2 – 0 | Nicolaidis / Carracher | 21 – 18 | 23 – 21 |         |
| 8 oktober | Immers / Van de Velde  | 2 – 0 | Pithak / Poravid       | 21 – 13 | 22 – 20 |         |
| 9 oktober | Brouwer / Meeuwsen     | 1 – 2 | Immers / Van de Velde  | 29 – 31 | 21 – 13 | 10 – 15 |
| 9 oktober | Nicolaidis / Carracher | 2 – 0 | Pithak / Poravid       | 21 – 18 | 21 – 9  |         |

### Groep K
| # | Ploeg                   | Punten | Wedstrijden | Wedstrijden | Sets | Sets | Sets  | Spelpunten | Spelpunten | Spelpunten |
| # | Ploeg                   | Punten | W           | V           | W    | V    | Ratio | W          | V          | Ratio      |
| - | ----------------------- | ------ | ----------- | ----------- | ---- | ---- | ----- | ---------- | ---------- | ---------- |
| 1 | Łosiak / Bryl           | 6      | 3           | 0           | 6    | 1    | 6,000 | 139        | 118        | 1,178      |
| 2 | Capogrosso / Capogrosso | 5      | 2           | 1           | 4    | 2    | 2,000 | 124        | 118        | 1,051      |
| 3 | Grimalt / Grimalt       | 4      | 1           | 2           | 3    | 4    | 0,750 | 132        | 133        | 0,992      |
| 4 | Bassereau / Lyneel      | 3      | 0           | 3           | 0    | 6    | 0,000 | 103        | 129        | 0,798      |

| Datum     |                         | Score |                         | Set 1   | Set 2   | Set 3   |
| --------- | ----------------------- | ----- | ----------------------- | ------- | ------- | ------- |
| 7 oktober | Łosiak / Bryl           | 2 – 0 | Bassereau / Lyneel      | 21 – 18 | 21 – 14 |         |
| 7 oktober | Grimalt / Grimalt       | 0 – 2 | Capogrosso / Capogrosso | 22 – 24 | 16 – 21 |         |
| 8 oktober | Łosiak / Bryl           | 2 – 0 | Capogrosso / Capogrosso | 21 – 16 | 21 – 19 |         |
| 8 oktober | Grimalt / Grimalt       | 2 – 0 | Bassereau / Lyneel      | 22 – 20 | 21 – 13 |         |
| 9 oktober | Łosiak / Bryl           | 2 – 1 | Grimalt / Grimalt       | 19 – 21 | 21 – 18 | 15 – 12 |
| 9 oktober | Capogrosso / Capogrosso | 2 – 0 | Bassereau / Lyneel      | 23 – 21 | 21 – 17 |         |

### Groep L
| # | Ploeg                 | Punten | Wedstrijden | Wedstrijden | Sets | Sets | Sets  | Spelpunten | Spelpunten | Spelpunten |
| # | Ploeg                 | Punten | W           | V           | W    | V    | Ratio | W          | V          | Ratio      |
| - | --------------------- | ------ | ----------- | ----------- | ---- | ---- | ----- | ---------- | ---------- | ---------- |
| 1 | Vitor Felipe / Renato | 6      | 3           | 0           | 6    | 1    | 6,000 | 147        | 122        | 1,205      |
| 2 | Schachter / Dearing   | 5      | 2           | 1           | 5    | 2    | 2,500 | 137        | 116        | 1,181      |
| 3 | Sarabia / Virgen      | 4      | 1           | 2           | 2    | 5    | 0,400 | 131        | 141        | 0,929      |
| 4 | Abicha / El Azhari    | 3      | 0           | 3           | 1    | 6    | 0,167 | 109        | 145        | 0,752      |

| Datum     |                       | Score |                       | Set 1   | Set 2   | Set 3   |
| --------- | --------------------- | ----- | --------------------- | ------- | ------- | ------- |
| 6 oktober | Sarabia / Virgen      | 2 – 1 | Abicha / El Azhari    | 25 – 27 | 21 – 14 | 15 – 11 |
| 6 oktober | Vitor Felipe / Renato | 2 – 1 | Schachter / Dearing   | 21 – 23 | 22 – 20 | 15 – 10 |
| 8 oktober | Sarabia / Virgen      | 0 – 2 | Schachter / Dearing   | 17 – 21 | 12 – 21 |         |
| 8 oktober | Vitor Felipe / Renato | 2 – 0 | Abicha / El Azhari    | 21 – 13 | 21 – 15 |         |
| 9 oktober | Schachter / Dearing   | 2 – 0 | Abicha / El Azhari    | 21 – 19 | 21 – 10 |         |
| 9 oktober | Sarabia / Virgen      | 0 – 2 | Vitor Felipe / Renato | 24 – 26 | 17 – 21 |         |

### Tussenronde
| Datum      |                        | Score |                  | Set 1   | Set 2   | Set 3   |
| ---------- | ---------------------- | ----- | ---------------- | ------- | ------- | ------- |
| 10 oktober | Grimalt / Grimalt      | 2 – 0 | Peter / Hernán   | 21 – 16 | 24 – 22 |         |
| 10 oktober | Nicolaidis / Carracher | 0 – 2 | Kantor / Zdybek  | 17 – 21 | 17 – 21 |         |
| 10 oktober | Evans / Budinger       | 2 – 0 | Sarabia / Virgen | 24 – 22 | 21 – 19 |         |
| 10 oktober | McHugh / Burnett       | 2 – 1 | Pedrosa / Campos | 21 – 17 | 19 – 21 | 15 – 12 |

## Knockoutfase

### Finales
| Finale |                     |    |    |    |
|        |                     |    |    |    |
| 16     | Perušič / Schweiner | 21 | 17 | 15 |
| 2      | Åhman / Hellvig     | 15 | 21 | 13 |

| Troostfinale |                 |    |    |  |
|              |                 |    |    |  |
| 21           | Crabb / Brunner | 17 | 18 |  |
| 11           | Łosiak / Bryl   | 21 | 21 |  |

### Bovenste helft
| Zestiende finale | Zestiende finale        | Zestiende finale | Zestiende finale | Zestiende finale |  |    | Achtste finale      | Achtste finale    | Achtste finale | Achtste finale | Achtste finale |  |  | Kwartfinale | Kwartfinale         | Kwartfinale | Kwartfinale | Kwartfinale |  |  | Halve finale | Halve finale        | Halve finale | Halve finale | Halve finale |
|                  |                         |                  |                  |                  |  |    |                     |                   |                |                |                |  |  |             |                     |             |             |             |  |  |              |                     |              |              |              |
| 1                | Mol / Sørum             | 21               | 21               |                  |  |    |                     |                   |                |                |                |  |  |             |                     |             |             |             |  |  |              |                     |              |              |              |
| 14               | Grimalt / Grimalt       | 12               | 15               |                  |  |    | 1                   | Mol / Sørum       | 21             | 21             |                |  |  |             |                     |             |             |             |  |  |              |                     |              |              |              |
| 35               | Capogrosso / Capogrosso | 17               | 21               |                  |  | 8  | Cottafava / Nicolai | 19                | 17             |                |                |  |  |             |                     |             |             |             |  |  |              |                     |              |              |              |
| 8                | Cottafava / Nicolai     | 21               | 21               |                  |  |    |                     |                   |                |                |                |  |  | 1           | Mol / Sørum         | 14          | 21          | 12          |  |  |              |                     |              |              |              |
| 33               | Alayo / Díaz            | 16               | 15               |                  |  |    |                     |                   |                |                |                |  |  | 16          | Perušič / Schweiner | 21          | 14          | 15          |  |  |              |                     |              |              |              |
| 25               | Lupo / Rossi            | 21               | 21               |                  |  |    | 25                  | Lupo / Rossi      | 15             | 17             |                |  |  |             |                     |             |             |             |  |  |              |                     |              |              |              |
| 16               | Perušič / Schweiner     | 21               | 21               |                  |  | 16 | Perušič / Schweiner | 21                | 21             |                |                |  |  |             |                     |             |             |             |  |  |              |                     |              |              |              |
| 17               | Herrera / Gavira        | 19               | 17               |                  |  |    |                     |                   |                |                |                |  |  |             |                     |             |             |             |  |  | 16           | Perušič / Schweiner | 21           | 21           |              |
| 29               | Seidl / Pristauz        | 21               | 15               | 11               |  |    |                     |                   |                |                |                |  |  |             |                     |             |             |             |  |  | 21           | Crabb / Brunner     | 15           | 12           |              |
| 18               | Pedro / Guto            | 13               | 21               | 15               |  |    | 18                  | Pedro / Guto      | 15             | 24             | 15             |  |  |             |                     |             |             |             |  |  |              |                     |              |              |              |
| 9                | Evandro / Arthur        | 30               | 21               |                  |  | 9  | Evandro / Arthur    | 21                | 22             | 10             |                |  |  |             |                     |             |             |             |  |  |              |                     |              |              |              |
| 13               | Vitor Felipe / Renato   | 28               | 16               |                  |  |    |                     |                   |                |                |                |  |  | 18          | Pedro / Guto        | 17          | 14          |             |  |  |              |                     |              |              |              |
| 36               | Schachter / Dearing     | 16               | 22               |                  |  |    |                     |                   |                |                |                |  |  | 21          | Crabb / Brunner     | 21          | 21          |             |  |  |              |                     |              |              |              |
| 23               | Hodges / Schubert       | 21               | 24               | 14               |  |    | 23                  | Hodges / Schubert | 17             | 17             |                |  |  |             |                     |             |             |             |  |  |              |                     |              |              |              |
| 32               | McHugh / Burnett        | 15               | 17               |                  |  | 21 | Crabb / Brunner     | 21                | 21             |                |                |  |  |             |                     |             |             |             |  |  |              |                     |              |              |              |
| 21               | Crabb / Brunner         | 21               | 21               |                  |  |    |                     |                   |                |                |                |  |  |             |                     |             |             |             |  |  |              |                     |              |              |              |

### Onderste helft
| Zestiende finale | Zestiende finale      | Zestiende finale | Zestiende finale | Zestiende finale |  |    | Achtste finale        | Achtste finale      | Achtste finale | Achtste finale | Achtste finale |  |  | Kwartfinale | Kwartfinale         | Kwartfinale | Kwartfinale | Kwartfinale |  |  | Halve finale | Halve finale    | Halve finale | Halve finale | Halve finale |
|                  |                       |                  |                  |                  |  |    |                       |                     |                |                |                |  |  |             |                     |             |             |             |  |  |              |                 |              |              |              |
| 3                | Partain / Benesh      | 21               | 21               |                  |  |    |                       |                     |                |                |                |  |  |             |                     |             |             |             |  |  |              |                 |              |              |              |
| 30               | Kantor / Zdybek       | 17               | 16               |                  |  |    | 3                     | Partain / Benesh    | 21             | 21             |                |  |  |             |                     |             |             |             |  |  |              |                 |              |              |              |
| 31               | Ha / Wu               | 17               | 23               |                  |  | 5  | Ranghieri / Carambula | 14                  | 17             |                |                |  |  |             |                     |             |             |             |  |  |              |                 |              |              |              |
| 5                | Ranghieri / Carambula | 21               | 25               |                  |  |    |                       |                     |                |                |                |  |  | 3           | Partain / Benesh    | 19          | 16          |             |  |  |              |                 |              |              |              |
| 11               | Łosiak / Bryl         | 21               | 21               |                  |  |    |                       |                     |                |                |                |  |  | 11          | Łosiak / Bryl       | 21          | 21          |             |  |  |              |                 |              |              |              |
| 45               | Mol / Berntsen        | 18               | 16               |                  |  |    | 11                    | Łosiak / Bryl       | 21             | 21             |                |  |  |             |                     |             |             |             |  |  |              |                 |              |              |              |
| 20               | Hörl / Horst          | 12               | 17               |                  |  | 6  | Ehlers / Wickler      | 18                  | 16             |                |                |  |  |             |                     |             |             |             |  |  |              |                 |              |              |              |
| 6                | Ehlers / Wickler      | 21               | 21               |                  |  |    |                       |                     |                |                |                |  |  |             |                     |             |             |             |  |  | 11           | Łosiak / Bryl   | 11           | 22           | 16           |
| 7                | Cherif / Ahmed        | 17               | 14               |                  |  |    |                       |                     |                |                |                |  |  |             |                     |             |             |             |  |  | 2            | Åhman / Hellvig | 21           | 20           | 18           |
| 24               | Boermans / De Groot   | 21               | 21               |                  |  |    | 24                    | Boermans / De Groot | 21             | 16             | 15             |  |  |             |                     |             |             |             |  |  |              |                 |              |              |              |
| 28               | Popov / Reznik        | 16               | 13               |                  |  | 15 | Immers / Van de Velde | 18                  | 21             | 13             |                |  |  |             |                     |             |             |             |  |  |              |                 |              |              |              |
| 15               | Immers / Van de Velde | 21               | 21               |                  |  |    |                       |                     |                |                |                |  |  | 24          | Boermans / De Groot | 30          | 24          | 12          |  |  |              |                 |              |              |              |
| 10               | Brouwer / Meeuwsen    | 17               | 23               | 15               |  |    |                       |                     |                |                |                |  |  | 2           | Åhman / Hellvig     | 32          | 22          | 15          |  |  |              |                 |              |              |              |
| 43               | Aravena / Droguett    | 21               | 21               | 7                |  |    | 10                    | Brouwer / Meeuwsen  | 13             | 11             |                |  |  |             |                     |             |             |             |  |  |              |                 |              |              |              |
| 45               | Evans / Budinger      | 17               | 16               |                  |  | 2  | Åhman / Hellvig       | 21                  | 21             |                |                |  |  |             |                     |             |             |             |  |  |              |                 |              |              |              |
| 2                | Åhman / Hellvig       | 21               | 21               |                  |  |    |                       |                     |                |                |                |  |  |             |                     |             |             |             |  |  |              |                 |              |              |              |

1997 ·
1999 ·
2001 ·
2003 ·
2005 ·
2007 ·
2009 ·
2011 ·
2013 ·
2015 ·
2017 ·
2019 ·
2022 ·
2023